# Jožef Ulaga (1815–1892)
Jožef Ulaga, slovenski rimskokatoliški duhovnik, zbiratelj narodnopisnega gradiva in nabožni pisatelj, * 30. december 1815, Podsreda, † 26. marec 1892, Šentvid pri Grobelnem.

## Življenje in delo
Rodil se je očetu Jakobu in materi Mariji (rojena Preskar). Ljudsko šolo je obiskoval v rojstnem kraju, nato gimnazijo v Celju (1831–1837), ter filozofijo v Gradcu (1837–1839) in bogoslovje v Celovcu (1839–1843). Kaplanoval je na Spodnji Polskavi (1843–1844), v Žalcu (1844–1861) od 15. maja 1861 do smrti pa je bil župnik v Šentvidu pri Grobelnem, kjer je kot član občinskega odbora posebno pospeševal šolstvo. Med študijem v Gradcu se je seznanil s S. Vrazom in se pod njegovim vplivom začel zanimati za narodnostna vprašanja, vseslovansko in ilirsko gibanje ter bil 1838–1839 (po Vrazovem odhodu iz Gradca) tajnik Slovanske čitalnice, katero je ustanovil D. Trstenjak.
Leta 1841 ga je Vraz obiskal v Celovcu ter ga pridobil za zbiranje ljudskega blaga. Narodno zavest in slovansko rodoljubje si je utrjeval tudi v svoji počitniški dijaški družbi z J. Drobničem, J. Sorčičem, ki sta bila povezana s Š. Kočevarjem v Podčetrtku. Zato je Ulaga v Žalcu 1844 sprejel Kočevarjevo vabilo, naj sodeluje pri sestavljanju slovensko–ilirskega slovarja, ki so ga na ustanovnem sestanku v Celju sklenili izdati Kočevar (organizator), J. Muršec in S. Vraz. Del gradiva je Kočevar prihranil zase, ostalo razdelil pa abecedi med sodelavce (J. Drobnič, J. Muršec, V. Orožen, župnik A. Wolf idr.), vendar ni znano, katere črke je obdeloval ter koliko gradiva je zbral Ulaga. Ker je delo le počasi napredovalo, je še nedokončani slovar Kočevar 1849 poslal Slovenskemu društvu v Ljubljano in F. Levstik ga je vključil v slovensko–nemški slovar, prav tako M. Pleteršnik, slov.-nem. slovar I. del (Lj. 1894).
Ulagova navdušenost za ilirsko usmerjenost (kljub prijateljstvu z Vrazom) je bila bolj izraz narodnostnega navdušenja kakor načelne jasnosti, zato se je kmalu, ko so mu to dopuščale okoliščine, vključil v slovensko kulturno ozračje, se 1845 naročil na Kmetijske in rokodelske novice, 1850 pomagal J. Drobniču pri prvem slovenskem polleposlovnem listu Slovenska čbela, v katerem je tudi objavljal in začel sodelovati A. M. Slomškom: obdelal svetniške godove v mesecu januarju za knjigo Djanja svetnikov božjih (Gradec, 1853) in napisal Zgodovino svete vere v podobah novega zakona (Celovec 1855).

## Zunanje povetave
- Richter Jakob. »Ulaga Jožef«. Slovenski biografski leksikon. Ljubljana: ZRC SAZU, 2013 – prek Slovenska biografija.